# Fjällskimmerspindel
Fjällskimmerspindel (Micaria alpina) är en spindelart som beskrevs av Ludwig Carl Christian Koch 1872. Fjällskimmerspindel ingår i släktet Micaria och familjen plattbuksspindlar. Arten är reproducerande i Sverige. Inga underarter finns listade i Catalogue of Life.